# Liste der Arbeitslager in der Inneren Mongolei
Umerziehung durch Arbeit ist ein System von Arbeitslagern.
Diese Liste führt solche Arbeitslager in der Inneren Mongolei auf.
| Name                                       | Unternehmen                                                              | Stadt/Kreis     | Dorf/Stadt                                           | Gründungsjahr | Kommentare                                                                                                  |
| ------------------------------------------ | ------------------------------------------------------------------------ | --------------- | ---------------------------------------------------- | ------------- | --- |
| Umerziehung durch Arbeit Banner Arun       |                                                                          | Bund Hulun Buir |                                                      |               | inklusive unbestätigte Information                                                                          |
| Umerziehung durch Arbeit Baotou            |                                                                          | Baotou          | Xishuiquan                                           |               | 1984 1373 Gefangene                                                                                         |
| Umerziehung durch Arbeit Stadt Chifeng     |                                                                          | Chifeng         |                                                      | 1958          | Fläche von etwa 2,9 ha                                                                                      |
| Umerziehung durch Arbeit Fengzhen          |                                                                          | Fengzhen        |                                                      |               | inklusive unbestätigte Information                                                                          |
| Umerziehung durch Arbeit Hailar            |                                                                          | Hulun Buir      | Distrikt Hailar                                      | 1955          | Fläche etwa 41,5 ha                                                                                         |
| Umerziehung durch Arbeit Hohhot            |                                                                          | Hohhot          |                                                      |               | inklusive unbestätigte Information                                                                          |
| Umerziehung durch Arbeit der Frauen Hohhot |                                                                          | Hohhot          | Dorf Shuaijia Yingzijie, Distriktregierung Xiaoheihe | 1995          | Auch Umerziehung durch Arbeit Innere Mongolei genannt                                                       |
| Umerziehung durch Arbeit Ji'ning           |                                                                          |                 |                                                      |               | inklusive unbestätigte Information                                                                          |
| Umerziehung durch Arbeit Stadt Tongliao    |                                                                          |                 |                                                      |               | inklusive unbestätigte Information                                                                          |
| Umerziehung durch Arbeit Tumuji            | Weide                                                                    | Bund Hinggan    | Banner Jalaid                                        |               | |
| Umerziehung durch Arbeit Ulaan Chab        |                                                                          | Ulanqab         |                                                      |               | inklusive unbestätigte Information                                                                          |
| Umerziehung durch Arbeit Wuhai             | Kalziumkarbidfabrik                                                      | Stadt Wuhai     |                                                      |               | 21 Kilometer vom Bezirk Hai entfernt                                                                        |
| Umerziehung durch Arbeit Wuyuan            | Farm Dongtucheng                                                         | Bund Byannur    | Kreis Wuyuan                                         |               | Ursprünglich Umerziehung durch Arbeit Dongtucheng genannt, derzeitiger Name 2001 angenommen                 |
| Umerziehung durch Arbeit Bund Xi           | Kartonfabrik; Milchkuhzuchtunternehmen; Straßensteinmaterialverarbeitung | Bund Xilin Gol  |                                                      |               | Bilingual, auf Mandarin und mongolisch; einzige bilinguale Umerziehung durch Arbeit in der Inneren Mongolei |

## Quelle
- Laogai Handbook (2007–2008). (PDF; 3,5 MB) The Laogai Research Foundation, 2008, abgerufen am 29. Juni 2009.